# رئيس إيطاليا

صورة علم رئيس الجمهورية

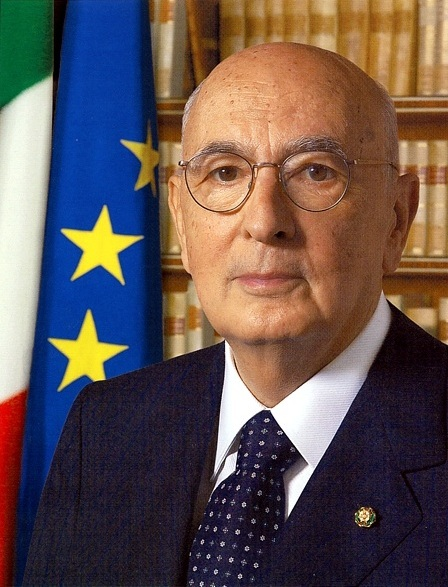
جورجيو نابوليتانو، رئيس جمهورية إيطاليا السابق

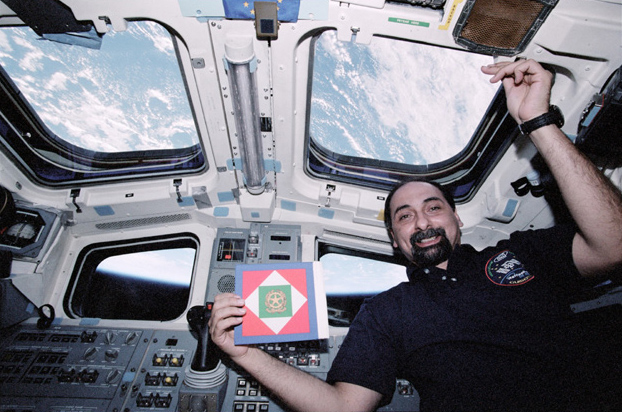
شعار رئيس الجمهورية ويحمله عالم الفلك أومبرتو جويدوني

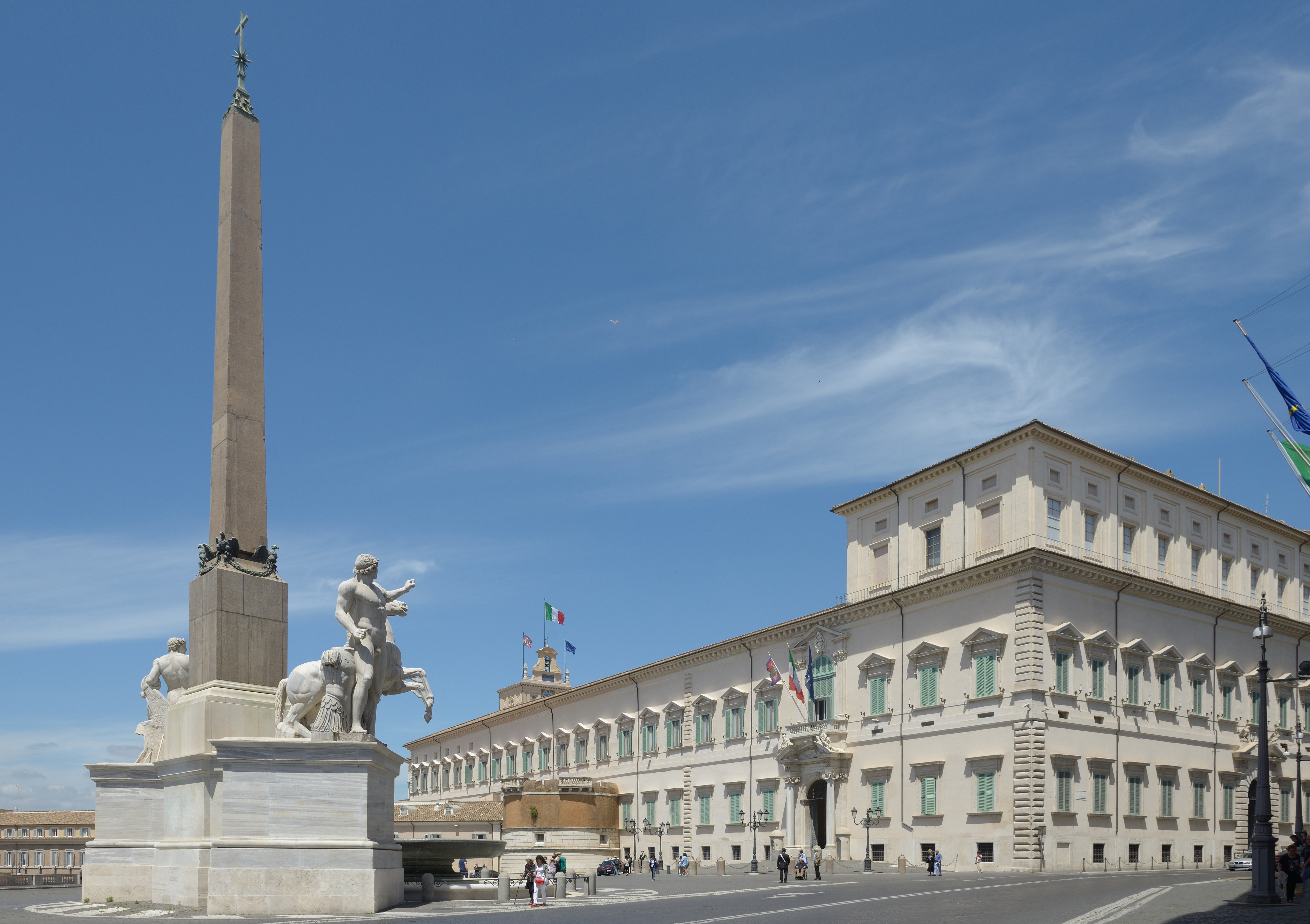
قصر الرئاسة (المقر الرسمي لرئيس الجمهورية)

رئيس الجمهورية الإيطالية (بالإيطالية: Presidente della Repubblica Italiana) هو رئيس دولة إيطاليا ويمثل الوحدة الوطنية وذلك طبقا للدستور الإيطالي والذي بدأ العمل به في 1 يناير 1948. رئيس الجمهورية هو عضو دستوري ينتخبه البرلمان الشعبي الذي يضم ممثلي الأقاليم، وتمتد ولاية الرئيس في منصبه لسبع سنوات. ينص الدستور الإيطالي على أن أي مواطن إيطالي قد بلغ سن الخمسين ويتمتع بالحقوق المدنية والسياسية من حقه أن يترشح لمنصب رئيس الجمهورية. سيرجيو ماتاريلا هو رئيس الجمهورية الإيطالية الثاني عشر منذ الثالث من فبراير 2015 ولايزال في منصبه حتى الآن.

## الانتخاب
طبقا للمادة 83 من الدستورالإيطالى " ينتخب البرلمان رئيس الجمهورية في جلسة موحدة لأعضائه. يشارك في الانتخابات ثلاثة نواب عن كل إقليم ينتخبهم المجلس الإقليمي بشكل يضمن تمثيل الأقلية. تمثل منطقة فالليه ديل اوستو بنائب واحد فقط. يتم انتخاب رئيس الجمهورية بالاقتراع السري المباشر بأغلبية ثلثي المجلس. بعد الاقتراع الثالث يكتفي بالأغلبية المطلقة.
ولتوفير أكبر قدر ممكن من التوافق حول لائحة ضمان، لابد من موافقة ثلثي المجلس (أغلبية عادية) في أول ثلاث عمليات تصويت. أما بالنسبة لعمليات التصويت اللاحقة يكتفي بالأغلبية المطلقة. فترة الرئاسة تمتد لسبع سنوات وهذا يمنع رئيس من أن يعاد ترشحه من نفس المجالس والتي تصل مدتها لخمس سنوات ويساهم في تحريره من ارتباطه السياسي الشديد بالجهة التي تصوت له.وليس هناك مانع من إعادة انتخاب نفس الرئيس الذي انتهت ولايته. ويكون مقر التصويت هو مجلس النواب. يتولى الرئيس مهام منصبه بعد أداء اليمين أمام البرلمان حيث يتوجه إليه من خلال خطاب رئاسي.

## صلاحيات الرئاسة
يكفل الدستور لرئيس الجمهورية اختصاصات وصلاحيات، وهي طبقا للمادة 87 كالآتي:
1 فيما يتعلق بالتمثيل الخارجي:
. له حق التمثيل الدبلوماسي
. توثيق المعاهدات الدولية بالتعاون مع الحكومة ومنح السلطة للمجلسين حين يتطلب ذلك.
. منح تأشيرات رسمية للخارج مصحوبة بممثل عن الحكومة.
. إعلان حالة الحرب بعد موافقة الحكومة.
2 فيما يتعلق بأعمال البرلمان:
. تعيين خمسه أعضاء لمجلس الشيوخ في حياته؛
. إرسال خطابات للغرف، إستدعائهم بطريقة غريبة، حلهم باستثناء الشهور الست الأخيرة من إرسالهم (نصف السنة الأبيض), على الأقل ألا يتوافقوا مع الشهور الست الأخيرة من انعقاد الدورة التشريعية؛
. إعلان الانتخابات وتحديد أول جلسة للغرف التشريعية الجديدة؛
3 فيما يتعلق بالمهام التشريعية والتنفيذية:
. السماح للحاضرين في المجلس التشريعي التخطيط المبدئي للقوانين الحكومية؛
. إعلان القوانين المثبتة في المجلس التشريعي؛
. العودة للغرف التشريعية بخطاب مٌبين الحيثيات للقوانين الغيير مٌصدق عليهاو التشاور فيها من جديد (و إذا وافقت الغرف علي القانون، فيجب التصديق عليه كقانون مٌعتد به)؛
. إصدار مرسوم القوانين، المرسوم التشريعي واللوائح المعدلة من الحكومة؛
4 فيما يتعلق بممارسة السيادة الشعبية:
. إعلان الاستفتاء وإذا كانت الأغلبية تقول بتعطيل القانون فلابد من إلغاء هذا القانون؛
5 فيما يتعلق بالمهام التنفيذية والتصريحات السياسية:
. تعيين رئيس الوزراء بعد المشاورات التوافقية، ومن الممكن تعيين الوزراء؛
. أداء قسم اليمين للحكومة أمامه والاستقالات الاحتمالية؛
. إعلان اللوائح الإدارية للحكومة؛
. تعيين بعض الموظفين الحكومييين ذات الشأن الرفيع؛
. رئاسة المجلس الاعلي للدفاع (سي إس دي), ويتولًي منصب القائد الأعلي للقوات المسلحة، لما يكفله من دور فعَال، وليس دور القائد التنفيذي؛
. إقرار حل المجالس المحلية وإقالة رؤساء البلدية؛
6 فيما يتعلق بالمهام القضائية:
. يرأس المجلس الأعلي للقضاء (سي إس أم)؛
. تعيين ثلث أعضاء المحكمة الدستورية؛
. إعطاء العفو الرئاسي للمخطئين؛
رئيس الدولة، يتمتع بالحماية من قِبل الحرس الجمهوري الرسمي، وهي السلطة التي تٌكرم الجندي المجهول في الاحتفالات المحلية. في هذه الصورة جورجو نابوليتانو بعد تكريم الهيكل الوطني بتارخ 2 يونيو ل عام 2012 .
بالإضافة إلى ذلك يٌكرم من الجمهورية الإيطالية من خلال خطاب رئاسي.
المادة 89 من الدستور توضح أن كل قرار رئاسي يجب أن يكون مٌتوافق عليه من الوزراء المٌكلفين، والذين يتحملوا مسؤوليته، ويتطلب أيضا موافقة من رئيس مجلس الوزراء على كل قرار ذات قيمة تشريعية أو في حالات يجب الرجوع فيها إلى القانون (كما حدث على سبيل المثال في تعيين القضاة الدستوريين).
و كما أقرت المادة 90 من الدستور، أن الرئيس ليس مسؤولاً عن القرارات المٌتخذة من ممارسة مهامه، ما عدا الخيانة العظمى أو الإخلال بالدستور، والتي تضعه تحت أصبع الإتهام من قِبل المجلس التشريعي. غياب المسؤولية، هو مبدأ يرجع إلى عدم تحمل المسؤولية الملكية الناشئ منذ نظام الملكية الدستورية (المعروف تحت صيغة: «الملك لا يستطيع أن يخطئ»), والذي يستطيع أن يٌنفذ مهامه المٌتطلبة من المؤسسات العليا. الإمضاء المٌصدق للوزير يتلاشى خلف أي موقف يجعل من السلطة بعيدة عن أي مسؤولية: حيث أن الوزير الذي يوقع علي أي قرار رئاسي وهذا القرار غير شرعي أو زائف.
الإمضاء المٌصدق عليه يتحمل معاني مختلفة حسب قرار رئيس الجمهورية ما إذا كان جوهريا رئاسيا (أو مشتق من «السلطات الخاصة» للرئيس وموافقه الوزير ليست ضرورية) أو جوهريا حكوميا (كما يتم التحقق منها في كثير من الأحيان).

في الحالة الأولى إمضاء الوزير تٌثبت الاستقامة الرسمية لقرار رئيس الدولة وهذه قيمة مصيرية، في الحالة الثانية إمضاء الرئيس تؤكد على شرعية القرار وإمضاء الوزير لها قيمة مصيرية.
قضايا فقهية نشأت لما يوجد من تمييز بين قرارات رئاسية جوهريا وقرارات رئاسيه رسمية.
نشأ نزاع حقيقي وجوهري بين أصحاب سلطات شرفية ودور وزير العدل، إذا بين رئيس الجمهورية كارلو أزليو تشامبي ووزير العدل السابق كاستيللي: أقرت المحكمة الدستورية في مايو 2006 أن سٌلٌطه العفو منوطة بالرئاسة وأن وزير العدل يجب عليه أن يٌصدق علي مرسوم الامتياز الممنوح، إلا أنه يجب عليه التحكم في طلب «الحقوق الإنسانية» من أجل هذا العفو.
القرارات الوحيدة التي يستطيع الرئيس أن ينجزها بدون أن يكون مٌجبر علي أخذ الإمضاء المٌصدق هي القررات التي يٌنجزها أثناء ممارسة مهامه هي رئاسه المجلس الأعلي للقضاء (سي إس إم) ورئاسه المجلس الأعلي للدفاع (سي إس دي), التصريحات الشكلية (أو الظاهريه), تعيين أعضاء مجلس الشيوخ، حلً الغرف البرلمانيه وإقالتها.
عملياً كل رئيس ترجم دروه ومجال صلاحياته بطريقه مختلفه؛ عامهً هذا الدور المُشار إليه يظهر في أوقات الأزمات بين الأحزاب وأغلبيه الحكومة حيث يعتمد علي مبدأ الاستقرار السياسي.
و في اتصال وثيق مع الإعلام نجد أيضًا النقد السياسي الذي كان معروفًا بالماضي، بطبيعة الأجزاء العليا لرئيس الدولة، حيث كان ينكرها الأغلبية التي صوتت للرئيس والتي تري أن عندها الخبرة السياسية. ورد علي هذه الانتقادات الرئيس جورجيو نابولتانو، مؤكدًا علي أي حال أن «الرئيس ذو سلطه محايده، بغض النظر عن الأحزاب وبعيدا عن الخلط السياسي، فليست وظيفه إنما هي الضمانة من أجل التجديد والوحدة الوطنية والموضوعة معرفيا في دستورنا مثل كل الغرب الديمقراطي».

فضلاً عن ذلك لا يجب الخلط مع الاضطراب السياسي للانتماء، كما حدد الرئيس نابوليتانو: «كل أسلافي- بدأَ من، لويجي إيناودي- كان لكل واحد منهم قصته السياسية: يعرفون أنهم جاءوا عن طريق انتخابات رئيس الدولة، فلا يجب عليهم إخفاء سياستهم، بل يجب عليهم السمو بها. هكذا كما كانوا رؤساء للجمهورية مُنتخبين من أغلبيه مجلس النواب والتي تتطابق مع الحكومة، أحياناً مُركزه أو مُركزه جداً، أو من أغلبيه مُتغايره العناصر، وطارئه. ولكن لا أحد منهم يضع لها شروط».

## فترة تولى الرئاسة
بالإضافة إلى انتهاء فترة الصلاحية، والتي تدوم لمدة سبعة أعوام، من الممكن انقطاع مدة الولاية للأسباب الآتية:
. الاستقالات التطوعية
. الموت
. العائق الدائم، ويكون في الأمراض الخطيرة
. الإقالة، في حالة الإذناب في حق الجمهور في حاله اتهامه بالخيانة العظمي وانتهاك الدستور
. الاضمحلال، بسبب غياب أحد المتطلبات الأهلية.

## نائب الرئيس
في حالة العائق المؤقت، لأسباب عابرة سواء صحية أو سفر إلى الخارج، تعود المهام مؤقتا إلى رئيس رئيس مجلس الشيوخ.

## الرئيس الفخري
يأخد رؤساء الجمهورية السابقين لقب الرئيس الفخري للجمهورية ويتولوا منصب عضو مجلس الشيوخ مدي الحياة.

## المسؤولية
من أجل ضمان استقلاله وحريته، من المُسلم به إلى رئيس الجمهورية عدم المسؤولية تجاه أي قرار مُنجز من ممارسه مهامه. الاستثناءات الوحيدة لهذا المبدأ تتجسد في حاله ارتكابه جريمتين نشأت صراحهً من الدستور: الخيانة العظمي (أي الإتفاق مع الدول الخارجية) أو الهجوم علي الدستور (أي انتهاك القواعد الدستورية التي من شأنها أن تغير من الصفات الأساسية للحكم لدرجة قلبها تماما بأساليب لم ينص عليها الدستور).
في مثل هذه الحالات يوضع رئيس الجمهورية موضع اتهام من قبل البرلمان في جلسة مشتركة يتم فيها اتخاذ القرار بناء على موافقة الأغلبية الساحقة، على أن يتم ذلك خلال لجنة مشكلة من أعضاء مجلس الشيوخ وأعضاء مجلس الشعب لاتخاذ الإجراءات اللازمة.في حالة اتخاذ القرار بالوضع موضع الاتهام يحق للمحكمة الدستورية (المكونة من 16 عضو خارجى) تعليق هذا القرار بشكل متحفظ.
لم يحدث في تاريخ الجمهورية إلا حالة واحدة تم فيها طلب الوضع محل الاتهام في ديسمبر عام 91 ضد الرئيس «كوسيجا» والتي انتهت بأن الاتهامات الموجهة من قبل اللجنة البرلمانية لا أساس لها على الإطلاق؛ حيث تم التوصل إلى هذا الحكم بعد سبعة أعوام. وفيما يتعلق بالجرائم التي يرتكبها الرئيس بعيدا عن ممارسته لمهام منصبه الرئاسى يتحمل مسؤوليتها كأى مواطن عادى. إلا أنه في الواقع هناك جزء من المبدأ لا يمكن تطبيقه فيما يتعلق بالعقوبة الموجهة لرئيس الجمهورية أثناء فترة ولايته؛ ففي حالة الرئيس «أوسكار لويجى سكالفارو» (المتهم في قضية اختلاس) فيما يتعلق برفضه الاستقالة وعجز البرلمان عن اتخاذ قرار في هذا الشأن، تم التصريح وقتها أن إجراء العقوبة لايمكن تطبيقه.
يمكن لرئيس الدولة أن يمنح الأمل لمحظورين محكوم عليهم بعيدا عن ممارسة مهام وظيفته، في مثل هذه الحالات تأتى المسؤولية القضائية العادية .وبصفة خاصة إذا كان من الصعب تخيل حظر إدارى (متزامنا مع جرم وظيفي)، فليس من المستبعد استدعاء رئيس الجمهورية على المستوى المدنى لإصلاح ضرر ما كحادث من حوادث الطرق على سبيل المثال.
الجزء الثانى من المبدأ هو أنه لا يمكن قبول القضية (تلك القضية التي أثارها في ذلك الوقت أومبرتو إليا تيراتشينى في المجلس الدستورى) التي تشير إلى ارتكابه جرائم محتملة فقط في نهاية عامه السابع، بصرف النظر يستقيل أم لا يستقيل عليه أن يرد على الاتهامات التي وجهت إليه ويعاقب لقبوله امتياز محظور طبقا للمادتين 3 و 112 من الدستور.هناك مبدأ آخر موثوق به لصالح القضاء في نهاية الأعوام السبعة (حيث لم تنتهِ بعد فترة سقوط الحق بالتقادم) ولا يستبعد هنا استقالة الرئيس حتى وإن كان الجرم المرتكب خطير بالفعل.
وقد تمت محاولة تفادى هذا الأمر المحير من قبل ما يسمى «بالقرار الإجماعى للمحكمين سكيفانى» الذي انتهى إلى أن رؤساء الجمهورية ومجلس الشعب ومجلس الشيوخ والمحكمة الدستورية لايمكن أن يخضعوا لأى إجراءات عقوبة مهما كانت الجريمة حتى وإن كانت أعمال ارتكبها قبل توليه المنصب وحتى انتهاء مدة رئاسته. 

وقد تمخض عن هذا القرار تعليق كافة عمليات العقوبة التي تقع حيز التنفيذ في كل مرحلة أو حالة أو رتبة. 

القانون رقم 140 لسنه 2003 , الذي أقرت المحكمة الدستورية بغير شرعيته، على الأقل في هذا الجزء، لانتهاكه المواد رقم 3 ورقم 24 من الدستور.وقد كان هناك قرار مماثل مع بعض التعديلات الهامة التي قامت بها المحكمة الدستورية هذا القرار المسمى «بقرار ألفانو الإجماعى» تم تقديمه والموافقة عليه في المجلس التشريعى السادس عشر، ولكن هذا القرار أيضا يعتبر غير شرعى لانتهاكه المواد رقم 3 ورقم 138 من الدستور.

## رحلات الطيران الخاصة بالدولة
عند القيام برحلة طيران خاصة بالدولة فإن الطائرة المستخدمة والتي عادة ما تقدمها الفرقة 31 «ستورمو» التابعة للقوات الجوية الإيطالية تحمل الاسم «إى - 9001».

## رئاسة الجمهورية
علي قدم المساواة مع الهيئات الدستورية، رئاسه الجمهورية لديها أيضاً مكاتب وخدمات مختصه بالحكم الذاتي. في الجزء العلوي من مكاتب الرئاسة يوجد مكان للأمين العام، يعُين ويُقال من مهامه من قِبل الرئيس. تولي منصب الأمين العام حتي الآن كلاً من فيردناندو كاربوني (1948- 1954), نيكولا بيتشللا (1954-1955 و 1964-1976), اوسكار موتتشا (1955-1962), باولو سترانو (1962-1964), فرانكو بيتززي (1976-1978), انتونيو ماككانيكو (1978-1987), سيرجيو بيرلينجير (1987-1992), جايتانو جيفوني (1992-2006), ودوناتو ماررا منذ 2006 حتي الآن.

## اعتمادات وميزانية رئاسة الجمهورية
القيمة الإجمالية لرئاسة الجمهورية تتم المحاسبة عنها كبند مستقل من التكلفة في الموازنة العامة للدولة.
وفيما يلى، نذكر هنا إجمالي الاعتمادات لرئاسة الجمهورية، بملايين من اليورو:
•	140 مليون، عام 2001
•	167 مليون، عام 2002
•	183 مليون، عام 2003
•	195 مليون، عام 2004
•	210 مليون، عام 2005
•	217 مليون، عام 2006
•	224 مليون، عام 2007
•	228 مليون، عام 2008
•	231 مليون، عام 2009
•	228 مليون، عام 2010
ومن المتوقع تجميد الاعتمادات السنوية كما هو في مستوى عام 2010 أي (228 مليون يورو) لمدة ثلاثة أعوام (2011-2013).
على عكس المملكة المتحدة والولايات المتحدة الأمريكية، فميزانية الرئاسة لايتم نشرها على شبكة الإنترنت أو على أوراق مطبوعة.
وعلى سبيل المقارنة، فلقد خصصت المملكة المتحدة خلال الأعوام (2001-2010) للملكة إليزابيث الثانية وقصورها حوالى 40 مليون دولار سنويا (أي مايقرب من 60 مليون يورو) باستثناء تكلفة الأمن (الشرطة والمخابرات العامة).

## المقار الرسمية
المقر الرسمى لرئاسة الجمهورية الإيطالية هو قصر الكويرينال، إلا أنه ليس جميع رؤساء الجمهورية كانوا يختارون هذا المكان للإقامة فيه واستخدامه أكثر من أي مكان آخر كمكتب.
في الحقيقة فإن جوفانى جرونكى كان أول رئيس الذي لم ينتقل مع عائلته عام 1955 ليستقر في قصر الكورينال وكذلك ساندرو بيرتينى عام 1978 .

ولقد تم اقتباس تقليد الإقامة في الكويرينال من الرئيس سكالفارو في منتصف مدة ولايته واستمر هذا التقليد كذلك مع خلفائه.
رئيس الجمهورية له مقر آخر وهو قلعة «بورتسيانو»، وإن كان نادرا ما يستخدمها.هذا العقار كان مقرا احتياطيا للأسرة المالكة لسافويا ولقد تم دمجها إلى تراث الدولة بعد سقوط النظام الملكى.
هناك مقر ثالث للرئيس وهو فيلا «روسيه برى» بنابولى وكان يستخدم للزيارات التي تقام في المدينة بنابولى.